# An (2015)
An (あん; Engels: Sweet Red Bean Paste) is een Japanse film uit 2015, geschreven en geregisseerd door Naomi Kawase en gebaseerd op het gelijknamig boek van Durian Sukegawa. De film ging in première op 14 mei op het Filmfestival van Cannes in de sectie Un certain regard.

## Verhaal
Sentaro, een ex-crimineel, is nu eigenaar van een bakkerij die dorayaki’s maakt, koekjes gevuld met zoete rodebonenpasta (anko). Op een dag staat Tokue, een oudere dame voor zijn deur en biedt hem aan om te helpen. Niet zonder twijfel accepteert Sentaro het aanbod van Tokue en ze blijkt dankzij een geheim recept fantastische zoete rodebonenpasta te maken. De bakkerij wordt dankzij deze koekjes een groot succes en langzaamaan groeien de twee naar elkaar toe.

## Rolverdeling
| Acteur           | Personage       |
| ---------------- | --------------- |
| Kirin Kiki       | Tokue           |
| Masatoshi Nagase | Sentaro         |
| Kyara Uchida     | Wakana          |
| Etsuko Ichihara  | Keiko           |
| Miyoko Asada     |                 |
| Miki Mizuno      | Wakana’s moeder |

## Ontvangst
An werd in het Engelse taalgebied over het algemeen (gematigd) positief ontvangen. Van de zestien beoordelingen die op "Metacritic" werden samengevat waren er 6 (uitgesproken) positief, 10 gemengd en geen één uitgesproken negatief. De gemiddelde score was 60. Met uitschieters naar 90/91 en 40/42. Op "Rotten Tomatoes" scoorde de film 85% "fresh" op een totaal aantal van 60 kritieken. Ook de publieksscore kwam op 85 % uit.
In Nederland rangschikte "MovieMeter" An op de 33e plaats in de Top 50 van 2015.
Terwijl Peter Bradshaw in de Britse krant The Guardian zich ergerde aan de sentimentaliteit van de film variëren de kritieken in Nederland van "niet zoeter dan de verfilmde bonenpasta", tot "geen moment sentimenteel". Kaj van Zoelen op "FilmTotaal" vindt de laatste scenes "misschien wat sentimenteel en zoet," maar zegt dat "dat past bij de smaak van An." De VPRO, die de film op TV uitzond op 11 december 2021, spreekt van een "subtiele en diep-menselijke film" die "ontroert zonder maar een moment sentimenteel of goedkoop te worden."